# Марія II (королева Англії)
Марі́я II (30 квітня, 1662 — 28 грудня, 1694) — королева Англії, Шотландії та Ірландії з 1689 року до смерті.

## Ранні роки
Старша дочка герцога Йоркського (майбутнього короля Джеймса II) від його першого шлюбу з Анною Гайд — дочкою графа Кларендона. Як і її мати та молодша сестра, майбутня королева Анна, Марія була прибічницею протестантизму.
У 1677 році вийшла заміж за свого двоюрідного брата, статхаудера Нідерландів принца Вільгельма Оранського, й вирушила з ним до Гааги. Хоч Марія і завоювала популярність серед голландців, шлюб виявився невдалим, Вільгельм зраджував дружині, дітей у них не було.

## Прихід до влади
У 1688 році в ході Славної революції батька Марії, католика Джеймса II, скинули з престолу та він втік до Франції, а парламент покликав на престол Вільгельма та Марію як співправителів (жоден з подружжя не був консортом іншого за фактом шлюбу, але обидва царювали як монархи у своєму праві, будучи спадкоємцями одне одного).
Сина Джеймса II, новонародженого принца Уельського, від спадкування престолу усунули — Марія офіційно проголосила його не своїм братом, а підкинутим немовлям. 13 лютого 1689 року подружжя проголосили монархами Англії та Ірландії, а 11 квітня 1689 року — Шотландії. Династичний номер у Марії як в Англії, так і у Шотландії був II, але при цьому розумілись різні Марії I — відповідно Марія I Тюдор і Марія Стюарт.

## Царювання
Під час спільного правління Вільгельма й Марії було прийнято Білль про права 1689 і проведено удосконалення правової системи Британії.
За часів відсутності чоловіка в Англії (він воював з якобітами в Ірландії та з Людовіком XIV на континенті, а також час від часу відвідував рідні Нідерланди, де залишався правителем) Марія брала на себе керівництво урядом і сама приймала деякі важливі рішення. Так, вона наказала заарештувати власного дядька, лорда Кларендона, який влаштував змову на користь Якова II. У 1692 році королева за якийсь проступок (ймовірно, також через якобітські інтриги) посадила до в'язниці Джона Черчилля, 1-го герцога Мальборо, відомого полководця і державного діяча. Окрім того, вона активно займалась питаннями зайняття церковних посад.
Марія померла в Лондоні у Кенсінгтонському палаці на 33-му році життя від натуральної віспи. Її одноосібним наступником став Вільгельм.

## Фамільне Дерево
| Яків I | Яків I | Яків I | Яків I | Яків I | Яків I |        |        | Принцеса Анна Данська | Принцеса Анна Данська | Принцеса Анна Данська | Принцеса Анна Данська | Принцеса Анна Данська | Принцеса Анна Данська |         |         | Генріх IV Французький | Генріх IV Французький | Генріх IV Французький | Генріх IV Французький | Генріх IV Французький      | Генріх IV Французький      |                            |                            | Марія де Медічі            | Марія де Медічі            | Марія де Медічі | Марія де Медічі | Марія де Медічі | Марія де Медічі |  |  | Генріх Хайд | Генріх Хайд | Генріх Хайд | Генріх Хайд | Генріх Хайд                    | Генріх Хайд                    |                                |                                | Марія Ленґфорд                 | Марія Ленґфорд                 | Марія Ленґфорд | Марія Ленґфорд | Марія Ленґфорд | Марія Ленґфорд |           |           | Томас Ейлзбері | Томас Ейлзбері | Томас Ейлзбері | Томас Ейлзбері | Томас Ейлзбері                  | Томас Ейлзбері                  |                                 |                                 | Анна Денман                     | Анна Денман                     | Анна Денман | Анна Денман | Анна Денман | Анна Денман |  |  |
| Яків I | Яків I | Яків I | Яків I | Яків I | Яків I |        |        | Принцеса Анна Данська | Принцеса Анна Данська | Принцеса Анна Данська | Принцеса Анна Данська | Принцеса Анна Данська | Принцеса Анна Данська |         |         | Генріх IV Французький | Генріх IV Французький | Генріх IV Французький | Генріх IV Французький | Генріх IV Французький      | Генріх IV Французький      |                            |                            | Марія де Медічі            | Марія де Медічі            | Марія де Медічі | Марія де Медічі | Марія де Медічі | Марія де Медічі |  |  | Генріх Хайд | Генріх Хайд | Генріх Хайд | Генріх Хайд | Генріх Хайд                    | Генріх Хайд                    |                                |                                | Марія Ленґфорд                 | Марія Ленґфорд                 | Марія Ленґфорд | Марія Ленґфорд | Марія Ленґфорд | Марія Ленґфорд |           |           | Томас Ейлзбері | Томас Ейлзбері | Томас Ейлзбері | Томас Ейлзбері | Томас Ейлзбері                  | Томас Ейлзбері                  |                                 |                                 | Анна Денман                     | Анна Денман                     | Анна Денман | Анна Денман | Анна Денман | Анна Денман |  |  |
|        |        |        |        |        |        |        |        |                       |                       |                       |                       |                       |                       |         |         |                       |                       |                       |                       |                            |                            |                            |                            |                            |                            |                 |                 |                 |                 |  |  |             |             |             |             |                                |                                |                                |                                |                                |                                |                |                |                |                |           |           |                |                |                |                |                                 |                                 |                                 |                                 |                                 |                                 |             |             |             |             |  |  |
|        |        |        |        | Карл I | Карл I | Карл I | Карл I | Карл I                | Карл I                |                       |                       |                       |                       |         |         |                       |                       |                       |                       | Генрієтта Марія Французька | Генрієтта Марія Французька | Генрієтта Марія Французька | Генрієтта Марія Французька | Генрієтта Марія Французька | Генрієтта Марія Французька |                 |                 |                 |                 |  |  |             |             |             |             | Едвард Хайд, 1й Граф Кларендон | Едвард Хайд, 1й Граф Кларендон | Едвард Хайд, 1й Граф Кларендон | Едвард Хайд, 1й Граф Кларендон | Едвард Хайд, 1й Граф Кларендон | Едвард Хайд, 1й Граф Кларендон |                |                |                |                |           |           |                |                |                |                | Франсес Хайд, Графиня Кларендон | Франсес Хайд, Графиня Кларендон | Франсес Хайд, Графиня Кларендон | Франсес Хайд, Графиня Кларендон | Франсес Хайд, Графиня Кларендон | Франсес Хайд, Графиня Кларендон |             |             |             |             |  |  |
|        |        |        |        | Карл I | Карл I | Карл I | Карл I | Карл I                | Карл I                |                       |                       |                       |                       |         |         |                       |                       |                       |                       | Генрієтта Марія Французька | Генрієтта Марія Французька | Генрієтта Марія Французька | Генрієтта Марія Французька | Генрієтта Марія Французька | Генрієтта Марія Французька |                 |                 |                 |                 |  |  |             |             |             |             | Едвард Хайд, 1й Граф Кларендон | Едвард Хайд, 1й Граф Кларендон | Едвард Хайд, 1й Граф Кларендон | Едвард Хайд, 1й Граф Кларендон | Едвард Хайд, 1й Граф Кларендон | Едвард Хайд, 1й Граф Кларендон |                |                |                |                |           |           |                |                |                |                | Франсес Хайд, Графиня Кларендон | Франсес Хайд, Графиня Кларендон | Франсес Хайд, Графиня Кларендон | Франсес Хайд, Графиня Кларендон | Франсес Хайд, Графиня Кларендон | Франсес Хайд, Графиня Кларендон |             |             |             |             |  |  |
|        |        |        |        |        |        |        |        |                       |                       |                       |                       |                       |                       |         |         |                       |                       |                       |                       |                            |                            |                            |                            |                            |                            |                 |                 |                 |                 |  |  |             |             |             |             |                                |                                |                                |                                |                                |                                |                |                |                |                |           |           |                |                |                |                |                                 |                                 |                                 |                                 |                                 |                                 |             |             |             |             |  |  |
|        |        |        |        |        |        |        |        |                       |                       |                       |                       | Яків II               | Яків II               | Яків II | Яків II | Яків II               | Яків II               |                       |                       |                            |                            |                            |                            |                            |                            |                 |                 |                 |                 |  |  |             |             |             |             |                                |                                |                                |                                |                                |                                |                |                | Анна Хайд      | Анна Хайд      | Анна Хайд | Анна Хайд | Анна Хайд      | Анна Хайд      |                |                |                                 |                                 |                                 |                                 |                                 |                                 |             |             |             |             |  |  |
|        |        |        |        |        |        |        |        |                       |                       |                       |                       | Яків II               | Яків II               | Яків II | Яків II | Яків II               | Яків II               |                       |                       |                            |                            |                            |                            |                            |                            |                 |                 |                 |                 |  |  |             |             |             |             |                                |                                |                                |                                |                                |                                |                |                | Анна Хайд      | Анна Хайд      | Анна Хайд | Анна Хайд | Анна Хайд      | Анна Хайд      |                |                |                                 |                                 |                                 |                                 |                                 |                                 |             |             |             |             |  |  |
|        |        |        |        |        |        |        |        |                       |                       |                       |                       |                       |                       |         |         |                       |                       |                       |                       |                            |                            |                            |                            |                            |                            |                 |                 |                 |                 |  |  |             |             |             |             |                                |                                |                                |                                |                                |                                |                |                |                |                |           |           |                |                |                |                |                                 |                                 |                                 |                                 |                                 |                                 |             |             |             |             |  |  |
|        |        |        |        |        |        |        |        |                       |                       |                       |                       |                       |                       |         |         |                       |                       |                       |                       |                            |                            |                            |                            |                            |                            |                 |                 | Марія II        |                 |  |  |             |             |             |             |                                |                                |                                |                                |                                |                                |                |                |                |                |           |           |                |                |                |                |                                 |                                 |                                 |                                 |                                 |                                 |             |             |             |             |  |  |